# Округ Маклејн (Оклахома)
Маклејн (енгл. McClain County) је округ у америчкој савезној држави Оклахома.

## Демографија
По попису из 2010. године број становника је 34.506, што је 6.766 (24,4%) становника више него 2000. године.
| Група             | 2000.          | 2010.          |
| Белци             | 23.669 (85,3%) | 27.942 (81,0%) |
| Афроамериканци    | 183 (0,7%)     | 239 (0,7%)     |
| Азијати           | 62 (0,2%)      | 127 (0,4%)     |
| Хиспаноамериканци | 1.349 (4,9%)   | 2.400 (7,0%)   |
| Укупно            | 27.740         | 34.506         |